# Сарнаизм

Флаг сарнаизма

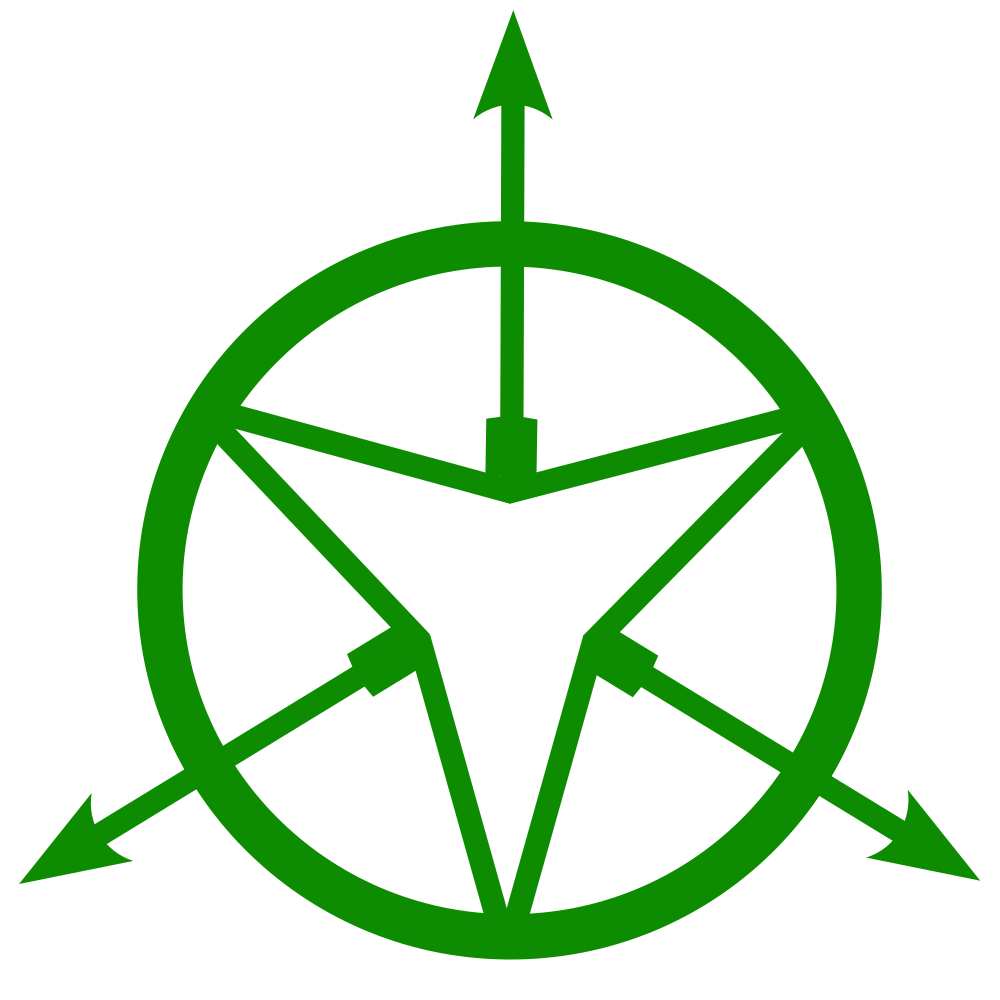
Символ сарнаизма, используемый санталами

Сарнаизм — это религиозная вера, распространённая на Индийском субконтиненте, которой преимущественно следуют аборигенные жители Индии в регионе плато Чхота-Нагпур в таких штатах, как Джаркханд, Одиша, Западная Бенгалия, Бихар и Чхаттисгарх. Эта вера основана на почитании Сарны, священных рощ деревенских общин, где, согласно верованиям, проживает деревенское божество, известное как Грам Деоти, и где дважды в год приносятся жертвоприношения животных. Её также называют «Сарна Дхарма» или «Религия Священного леса» и она считается крупнейшей племенной религией Индии.

## Этимология
Слово «Сарна» означает «роща» и этимологически связано с названием дерева сал. 

## Верования
Приверженцы сарнаизма верят, поклоняются и почитают деревенское божество как защитника деревни, называемого Гаон Хант, Грам Деоти, Дхармес, Маранг Буру, Сингбонга или другими именами, данными разными племенами. Приверженцы также верят, поклоняются и почитают Дхарти айо или Чалапачхо Деви, богиню-мать, отождествляемую с землёй или природой. 

## Религиозные обряды
Сарна — место поклонения, священная роща на плато Чхота-Нагпур. В священной роще растут деревья сал. Церемонии проводятся всей деревенской общиной на публичном собрании при активном участии деревенских священников, носильщика и помощника Пуджара в Чотанагпуре. Священника у санталов зовут найке. В месте проведения церемоний обычно растёт несколько деревьев, таких как сал, махуа, ним и баньян. 
Главный праздник в сарнаизме — Сархул, фестиваль, на котором преданные поклоняются своим предкам. Во время праздника носильщик приносит в сарну три кувшина с водой. Если уровень воды в горшках упадёт, они полагают, что муссона не будет, но если он останется прежним, муссон наступит как обычно. Затем мужчины предлагают цветы и листья сакуа.

## Демография
Число приверженцев сарнаизма
 (статистика показывает исключительно
 приверженцев Сарны, без учёта Сари
 Дхарама или других конфессий,
 которые считаются синонимами)
 Санталы (30,48 %) Ораоны (21,35 %) Хо (17,87 %) Мунда (12,48 %) Бхумидж (1,72 %) Лохар (1,70 %) Махали (1,07 %) Кхария (0,87 %) Бедиа (0,67 %) другие племена (4,42 %) Зарегистрированные племена,
 другие отсталые классы
 и незарегистрированные сообщества (7,39 %)
Согласно переписи населения Индии 2011 года, помимо шести основных религий, а именно индуизма, ислама, христианства, сикхизма, буддизма, джайнизма, а также категории «не указано», другие религии относятся к категории «другие религии и убеждения», в число которых входит и сарнаизм. По данным переписи 2011 года, религия Сарна насчитывала 4 957 467 последователей в Индии, в основном в восточных штатах Джаркханд, Одиша, Западная Бенгалия, Бихар и Чхаттисгарх, с меньшим количеством последователей в Ассаме, Пенджабе и Мадхья-Прадеше. Зарегистрированные племена составляют большинство верующих — 92,6%, в то время как зарегистрированные касты, другие отсталые классы и незарегистрированные сообщества составляют 7,39%. Среди известных племён, практикующих сарнаизм, — санталы (30,48%), ораоны (21,35%), хо (17,87%), мунда (12,48%), бхумидж (1,72%), лохар (1,70%), махли (1,07%), кхария (0,87%) и бедиа (0,64%). В то время как другие племена, такие как кисан, колха, гонд, Харвар, Чик Бараик, асур, бхинджиа, кармали, кора, кол, кавар, бирджа, маль-пахарья, савар, бирхоры, гораит, пархайя, лодха, черо, харвар, саурья-пахарья, мундари, баига, корва, сунти, бинджвар, нагесия, махли и различные родовые племена в совокупности составляют 4,42%. 
Кроме того, в Индии насчитывается 506 369 последователей Сари Дхарама, большая часть которых относится к племени санталов в Западной Бенгалии, что составляет 94,43% от общего числа приверженцев Сари Дхарама.

## Статус религии
В результате западного колониализма и империализма в Азии западные христианские миссионеры предприняли несколько попыток идеологической обработки и насильственного обращения в колониальной Индии, которые продолжались в течение столетия и вызвали межрелигиозный конфликт в племенных районах региона Чхота-Нагпур. За прибытием первых немецких протестантских миссионеров в 1845 году последовали римско-католические миссионеры; конфликт между христианскими и нехристианскими племенами стал очевиден в 1947–1948 годах, когда британские колониальные правители покинули Индию.

## Политика
Национальная комиссия по зарегистрированным племенам (NCST) предложила предоставить религии Сарна независимую категорию в религиозном перечне переписи населения Индии. Несколько племенных организаций и христианских миссионеров также требуют введения отдельного пункта в переписи населения для сарнаизма. Однако тогдашний министр Индии по делам племён Джуал Орам заявил в 2015 году: «Нет никакого отрицания того факта, что племена являются индуистами». Этот комментарий вызвал протесты со стороны 300 представителей племён, более 100 из которых были арестованы полицией, чтобы расчистить путь Ораму, который собирался открыть ярмарку. Лидер адиваси Сарна Махасабха Дев Кумар Дхан сказал, что последователи религии Сарна недовольны заявлением Орама, и добавил: «Если джайнизм, население которого составляет едва ли 60 лакхов, может иметь отдельный религиозный код в переписных листах, то почему сарны не могут иметь этого? Эта племенная религия насчитывает более 10 миллионов последователей в штатах Пятого списка, таких как Джаркханд, Мадхья-Прадеш, Чхаттисгарх, Махараштра, Химачал-Прадеш, Раджастхан и Одиша. Вместо того, чтобы предпринять шаги по обеспечению отдельного религиозного кода, он говорит, что сарны — индуисты». 
В 2020 году партия Джаркханд Мукти Морча, которая в то время находилась у власти в Джаркханде, единогласно приняла резолюцию собрания по «Кодексу Сарны» для включения Сарны в качестве отдельной религии в перепись 2021 года и отправила её в центральное правительство на утверждение.
Многие племенные организации добиваются признания сарнаизма в качестве отдельной религиозной категории для коренных народов. Несколько христианских церквей также поддерживают признание Сарны религией, отличной от индуизма. Но РСС против признания Сарны отдельной религией, поскольку считает, что племена исповедуют индуизм.

## Организации
- Ахил Бхаратия Сарна Дхарам (ABSD)
- Всеиндийская Сарна Дхарам Мандова (AISDM)
- Хервал Саонта Семлед (KSS)
- Бхарат Джакат Маджи Паргана Махал[англ.] (BJMPM)
- Социально-образовательная и культурная ассоциация Адиваси (ASECA)

### Книги
- Sachchidananda, A.K. Elite and Development. — Concept Publishing Co., 1980.
- Minahan, James. Ethnic Groups of South Asia and the Pacific: An encyclopedia. — ABC-CLIO, 2012. — ISBN 978-1-59884-659-1.
- Niketan, Kishor Vidya. The Spectrum of Tribal Religion in Bihar: A study of continuity & change among the Oraon of Chotanagpur. — 1988.
- Hembram, Phatik Chandra. Sari-Sarna (Santhal religion). — Mittal Publications, 1988. — ISBN 8170990440.

### Статьи в журналах
- Srivastava, Malini (2007). The Sacred Complex of Munda Tribe (PDF). Anthropologist. 9 (4): 327–330. doi:10.1080/09720073.2007.11891020.

- Sharma, Mukul, "Come Let Us All Play": Sacred Groves, Sarna, and "Green" Politics in Jharkhand, India, Sacred Forests of Asia, doi:10.4324/9781003143680-5, ISBN 9781003143680, Дата обращения: 22 апреля 2023